# Entrega (álbum)
Entrega é um álbum de estúdio do cantor francês Chris Durán lançado em setembro de 2012 pela gravadora Som Livre. Lançado durante a Expocristã, a obra conteve a participação do Coral Resgate, Rosi Gonçalves e Vitor Locatelli. O projeto gráfico foi produzido pela Quartel Design.

## Antecedentes
Ao longo da trajetória no cenário evangélico, Chris Durán lançou álbuns por diferentes gravadoras. O registro inédito mais recente tinha sido Meu Encontro, de 2010, que foi um sucesso comercial, com mais de 50 mil cópias comercializadas. Em 2012, o artista assinou com a divisão evangélica da Som Livre e apresentou a coletânea Minhas Canções. Na ocasião, também anunciou disco inédito.

## Produção
Entrega é um álbum predominantemente inédito, mas também traz regravações. "Autor da Vida", apresentada em Meu Encontro, foi novamente regravada. O artista também regravou "Jesus Tu És Meu Bom Pastor".

## Lançamento e recepção
| Críticas profissionais | Críticas profissionais |
| Avaliações da crítica  | Avaliações da crítica  |
| Fonte                  | Avaliação              |
| ---------------------- | ---------------------- |
| Casa Gospel            | (favorável)            |

Entrega foi lançado em setembro de 2012 pela Som Livre para coincidir com a edição da Expocristã ocorrida naquele ano.
Para Alex Eduardo, do Casa Gospel, Entrega é um álbum congregacional de teor mais devocional. O autor elogiou a produção musical de Hananiel Eduardo e sua performance no piano, e também comparou a estética musical do trabalho com obras de Michael W. Smith, mas pontuando que "não tem aquelas canções grandiosas como Michael traz em seus álbuns worship".

## Faixas
1. "Deus está Exagerando"
2. "Geração Inconformada"
3. "Autor da Vida"
4. "Tua Presença"
5. "Entrega"
6. "Jesus Tu És Meu Bom Pastor" (Jesus, Tu Eres Mi Bueno Pastor)
7. "Posso Sentir"
8. "Fiel"
9. "Minha Noiva"
10. "Sacrifício"